# David and Bathsheba
David and Bathsheba is een Amerikaanse sandalenfilm uit 1951 onder regie van Henry King. De film werd destijds in Nederland uitgebracht onder de titel David en Bathseba.

## Verhaal
Koning David wordt verliefd op Bathseba. Zijn gevoelens zijn in tegenspraak met de wereldlijke en goddelijke wetten. Met die verboden liefde brengt hij zijn koningschap en het leven van Bathseba in gevaar.

## Rolverdeling
| Acteur                  | Personage |
| ----------------------- | --------- |
| Gregory Peck            | David     |
| Susan Hayward           | Bathseba  |
| Raymond Massey          | Nathan    |
| Kieron Moore            | Uria      |
| James Robertson Justice | Abisaï    |
| Jayne Meadows           | Michal    |
| John Sutton             | Ira       |
| Dennis Hoey             | Joab      |

## Prijzen en nominaties
| Jaar | Prijs  | Categorie                      | Genomineerde(n)                                           | Uitslag     |
| ---- | ------ | ------------------------------ | --------------------------------------------------------- | ----------- |
| 1951 | Oscars | Beste productieontwerp         | Lyle R. Wheeler George W. Davis Thomas Little Paul S. Fox | Genomineerd |
| 1951 | Oscars | Beste camerawerk               | Leon Shamroy                                              | Genomineerd |
| 1951 | Oscars | Beste kostuumontwerp           | Charles Le Maire Edward Stevenson                         | Genomineerd |
| 1951 | Oscars | Beste filmmuziek               | Alfred Newman                                             | Genomineerd |
| 1951 | Oscars | Beste oorspronkelijke scenario | Philip Dunne                                              | Genomineerd |